# Chlorure de technétium(III)
Pour les articles homonymes, voir Chlorure de technétium.
Le chlorure de technétium(III) ou trichlorure de technétium est un composé chimique de formule TcCl3, parfois notée Tc3Cl9. Deux phases du composé ont été caractérisées : la phase α, isostructurelle au chlorure de rhénium(III) (ReCl3), et la phase β, isostructurelle à la phase α du chlorure de molybdène(III) (α-MoCl3). α-TcCl3 peut être synthétisé par réaction entre le dichlorure de tétraacétate de ditechnétium(III) (Tc2(O2CCH3)4Cl2) et le chlorure d'hydrogène (HCl) à 300 °C,. β-TcCl3 peut être formé par réaction directe entre le dichlore (Cl2) sur le technétium à 450 °C (réaction aboutissant également à la formation de β-TcCl2 et TcCl4).